# The Detroit Cobras
The Detroit Cobras är ett garagerockband från Detroit, USA. 
Detroit Cobras bildades 1996 av gitarristen Steve Shaw och bestod förutom honom då av Rachel Nagy (sång), Mary Ramirez (gitarr), Jeff Meier (bas) och Vic Hill (trummor). De släppte sin första singel, Village of Love, året efter. 1998 albumdebuterade de med Mink Rat or Rabbit på skivbolaget Sympathy for the Record Industry. Numera är endast Nagy och Ramirez kvar av originalmedlemmarna.
Gruppen spelar nästintill uteslutande covers på äldre låtar inom soul, rock'n'roll och Motown. Låtvalen är dock vanligtvis såpass obskyra att den vanliga lyssnaren lätt missar att det inte är originallåtar som spelas.

## Diskografi
Studioalbum
- 1998 – Mink Rat or Rabbit
- 2001 – Life, Love & Leaving
- 2005 – Baby
- 2007 – Tied & True

EP
- 2003 – Seven Easy Pieces

Singlar
- 1996 – "Village of Love"
- 1996 – "Over to My House"
- 1996 – "Ain't It a Shame"
- 2004 – "Cha Cha Twist"
- 2008 – "Ya Ya Ya"

Samlingsalbum
- 2008 – The Original Recordings

Annat
- 2011 – "Heartbeat" (på hyllningsalbumet Rave On Buddy Holly)